# Salvador González Escalona
Salvador Gonzáles Escalona (Camagüey, Cuba, 21 de octubre de 1948 - 16 de abril de 2021) fue un pintor cubano cuyo nombre artístico es Salvador. Su trabajo es reconocido por su estilo "afro-cubano". Describe su trabajo como una mezcla de surrealismo, cubismo y arte abstracto.

## Obra

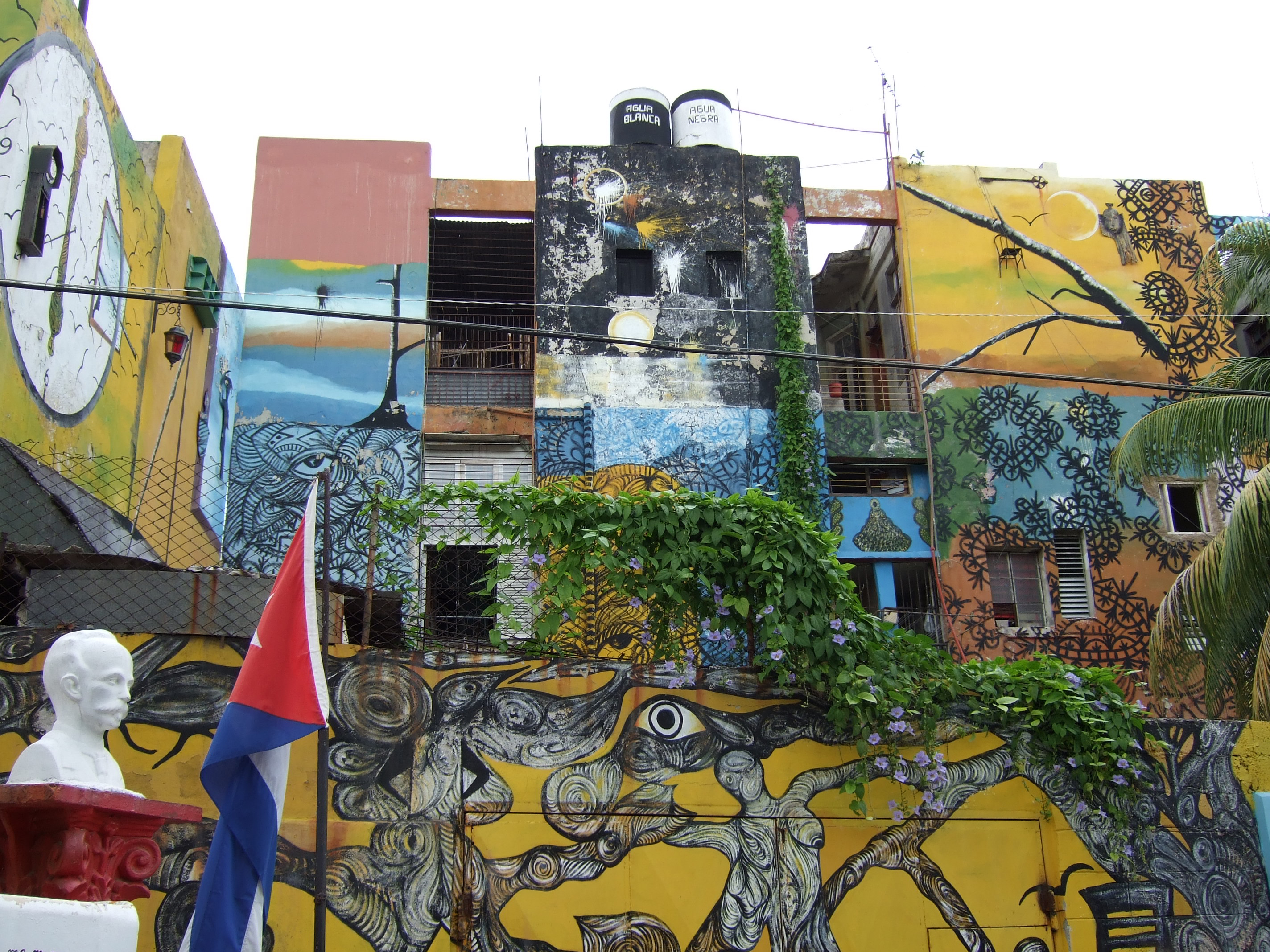
Callejón de Hamel, La Habana, Cuba

Aunque no tiene formación formal, en 1968 hizo su primera exposición de arte "Arte Popular Cubano" en el "Museo de Artes Decorativas" de la Habana.
En los años 1980, expuso una serie en Cuba. En 1986 tuvo una exposición en Las Seychelles y en 1987 realizó otra exposición en Roma.
En abril de 1990 empezó con pintura murales y esculturas en la calle Callejón de Hamel que está en Centro Habana cerquita al Malecón. Para las esculturas, utilizó objetos recuperados como bañeras, bombas de mano, ruedas de alfiler, etc., y para los murales usó varias clases de pinturas, incluso el esmalte de coches.
Aunque los cuatro primeros años se hicieran difíciles, los vecinos e invitados le animaron a seguir con su trabajo, y poco a poco, la calle se transformó de un área de barrio bajo a un centro animado afro y cubano.
Los niños y jóvenes cubanos aprenden a pintar en los talleres. Los domingos se organizan bailes de rumba y música cubana en la calle cada viernes.

## Exposiciones
Desde 1990 sus obras han sido incluidas en varias exposiciones en Cuba y a partir de 1992 ha tenido varias exposiciones en el extranjero:
Noruega:  
- 1992 - Stavanger + Bergen (Universidad de Bergen) + Florø.

Dinamarca:
- 1992 - Århus + Copenhague.
- 1994 - Randers.
- 1996 - Vejle.

México:
- 1994 -

Puerto Rico:
- 1997 - San Juan.

Estados Unidos:
- 1998 - Nueva York (El Metropolitan Pavilion Gallery) + Universidad de California, Los Ángeles.
- 1999 - Nueva York (Manhattan)
- 2000 - Nueva York (El Metropolitan Pavilion Gallery) + Tiberino + Philadelphia.

España:
- 2005 - Madrid.

## Pinturas murales
Además de varias pinturas murales en Cuba, ha realizado murales en el extranjero:
Venezuela:
- 1991 - "El Hijo del Sol", 350m² - Hotel Caracas Hilton.

Noruega:
- 1992 - Florø.

México:
- 1993 - "Ancestros" - Centro Multicultural, Xochimilco. Invitado por Dr. Fèlix Zurita Ochoa.
- 1994 - "Sol de América" - Museo Antropológico de Querétaro, Instituto Indigenista Otomi, Universidad Autonómica.

Dinamarca:
- 1995 - "Madre Agua", "Solidaritetshuset", Copenhague.
- 1996 - "Deidales del Mar" - Vejle.

Estados Unidos:
- 1995 - "La Roca del Amor" - El Johnson State College, Vermont + a mural in Arizona.
- 1996 - "El muerto pare el Santo" + "Iku Lobi Osha" - California + "La creación de Obbatala ante el dios del Camino" - Nueva Jersey (Roosevelt elementary school) + "El dios del Camino" - Nueva York (Washington Square Preschool).
- 1998 - "El framboyan" - Nueva York (El Museo del Barrio).
- 2000 - "Mariposas del Caribe" - Filadelfia.
- 2001 - "Una Flor para África" - Filadelfia.

San Martín:
- 1996 - Hospitality center, Alburquerque.

Puerto Rico:
- 1998 - "Orilla frente al Mar" + "Rumba" + "Rumba en la Rumba" + "De un solo pájaro las dos alas"

Italia:
- 2007 - Torino.

## Esculturas
Además de varias esculturas en Cuba, también en: 
Dinamarca
- 1994 - "La ganga y la Llave" - Randers.
- 1996 - "Yemaya Olokun" - Vejle.

## Videos
Varias entrevistas de vídeo han sido producidas por la TV cubana y por otras: en 2002 un documental de 79 minutos titulado «Una Leyenda cubana: la Historia de Salvador González» fue producido por Bette Wanderman.

## Presentaciones
- El New York Times - Presentación de la película «A Cuban Legend».